# Lithocarpus thomsonii
Lithocarpus thomsonii (Miq.) Rehder – gatunek roślin z rodziny bukowatych (Fagaceae Dumort.). Występuje naturalnie w północno-wschodniej części Indii, Mjanmie, północnej części Tajlandii, Wietnamie i południowych Chinach (w południowo-wschodnim Tybecie oraz południowej i wschodniej części Junnanu). 

## Morfologia
PokrójZimozielone drzewo dorastające do 8–10 m wysokości.
LiścieBlaszka liściowa jest nieco skórzasta i ma kształt od owalnego do eliptycznego lub odwrotnie jajowato eliptycznego. Mierzy 9–20 cm długości oraz 4–6,5 cm szerokości, jest całobrzega, ma nasadę od ostrokątnej do klinowej i wierzchołek od tępego do spiczastego. Ogonek liściowy jest nagi i ma 10 mm długości.
OwoceOrzechy o niemal kulistym kształcie, dorastają do 13–14 mm długości i 14–16 mm średnicy. Osadzone są pojedynczo w miseczkach w kształcie kubka, które mierzą 15–18 mm średnicy.

## Biologia i ekologia
Rośnie w wiecznie zielonych lasach. Występuje na wysokości od 800 do 3000 m n.p.m. Kwitnie od czerwca do października, natomiast owoce dojrzewają od sierpnia do października.